# 喻士衡
喻士衡，明朝人，是一名明朝政治人物。
喻士衡曾接替文殊奴任嘉定县知县一职，由赵孜接任。